# Élisabeth Bégon
Pour les articles homonymes, voir Bégon.
Élisabeth Bégon, née Marie-Élisabeth Rocbert de La Morandière à Montréal le 27 juillet 1696 et morte à Rochefort le 1er novembre 1755, est une épistolière de la Nouvelle-France.
Tutrice de ses deux petits-enfants, elle écrit à son gendre, Michel de Villebois de La Rouvillière, de 1748 à 1753. Ses Lettres au cher fils, publiées en 1972, constituent un précieux témoignage historique en même temps qu’une chronique familiale. Élisabeth Bégon y brosse le portrait de la vie de l'élite coloniale à la fin du Régime français.

## Biographie

### Naissance et enfance
Élisabeth Bégon est née à Montréal le 27 juillet 1696. Elle est l'aînée des six enfants d'Élisabeth Duverger (Loches en 1673-Montréal en 1730) et d'Étienne Rocbert de La Morandière (Sens, Champagne, en 1668-?), garde-magasin du roi, tous deux Français d'origine. De plus, sa grand-mère maternelle était une Saint-Ours.  
Son père arrive en Nouvelle-France en 1690 et s'installe à Montréal où il est secrétaire du commissaire, Louis Tantouin de La Touche, avant d'être nommé garde-magasin du roi en 1692 par l'intendant Jean Bochart de Champigny. Étienne Rocbert de La Morandière occupe cette charge jusqu'en 1731. En plus, il exploite une maison de commerce. La famille fait dès lors partie des notables de la ville. L'historienne Lorraine Gadoury parle d'agrégé à la noblesse dans le cas d'Étienne Rocbert de La Morandière, en ce sens que l'élévation sociale est atteinte par ses enfants grâce au mariage.   

### Mariage et vie adulte
En 1712, la carrière d'enseigne de vaisseau de Claude-Michel Bégon de La Cour l'amène dans la colonie. Montréal ne disposant pas de casernes, il loge chez la famille Rocbert de La Morandière où il fait la rencontre d'Élisabeth. La famille Bégon, dont le frère aîné de Claude-Michel, Michel Bégon de La Picardière, alors intendant de la Nouvelle-France, s'oppose à l'union des deux jeunes gens. Or, comme il semble partager de véritables sentiments, ce qui n'est pas courant à une époque où le mariage constitue surtout une stratégie familiale pour les membres de l'élite, Claude-Michel et Élisabeth persévèrent. Après un mariage à la gaumine, ils finissent par s'épouser formellement le 19 décembre 1718.  
Le couple aura trois enfants:   
- Marie-Catherine-Élisabeth (1719-1740).

Marie-Catherine-Élisabeth épouse Honoré Michel de Villebois de La Rouvillière en 1737. Il est alors commissaire de la Marine à Montréal. Le couple a deux enfants: Honoré-Henri et Marie-Catherine. Le premier est envoyé en France et la deuxième, sa mère décédant en 1740, grandit auprès de sa grand-mère Élisabeth Bégon.
- Marie-Louise Geneviève (1721-1722).

- Claude-Michel-Jérôme (1724-?). Il est envoyé très jeune dans la famille Bégon en France pour poursuivre une carrière militaire.

La vie de la famille est rythmée par les changements de postes de Claude-Michel Bégon. Cela permet d'ailleurs à Élisabeth de rencontrer les administrateurs coloniaux et les membres des familles importantes et d'être au fait de ce qui se déroule dans la colonie. Claude-Michel est fait chevalier de Saint-Louis en 1718, puis est nommé major de Québec en 1726, lieutenant du roi à Trois-Rivières en 1731, lieutenant du roi à Montréal en 1733, et enfin gouverneur de Trois-Rivières en 1743. À Trois-Rivières, la maison des Bégon devient rapidement un arrêt obligé. L'ingénieur Louis Franquet mentionne au sujet d'Élisabeth: « qui par parenthèse est une personne des plus accomplies tant par la figure que par l'esprit. Elle est d'ailleurs pleine de grâces et de politesse ». 

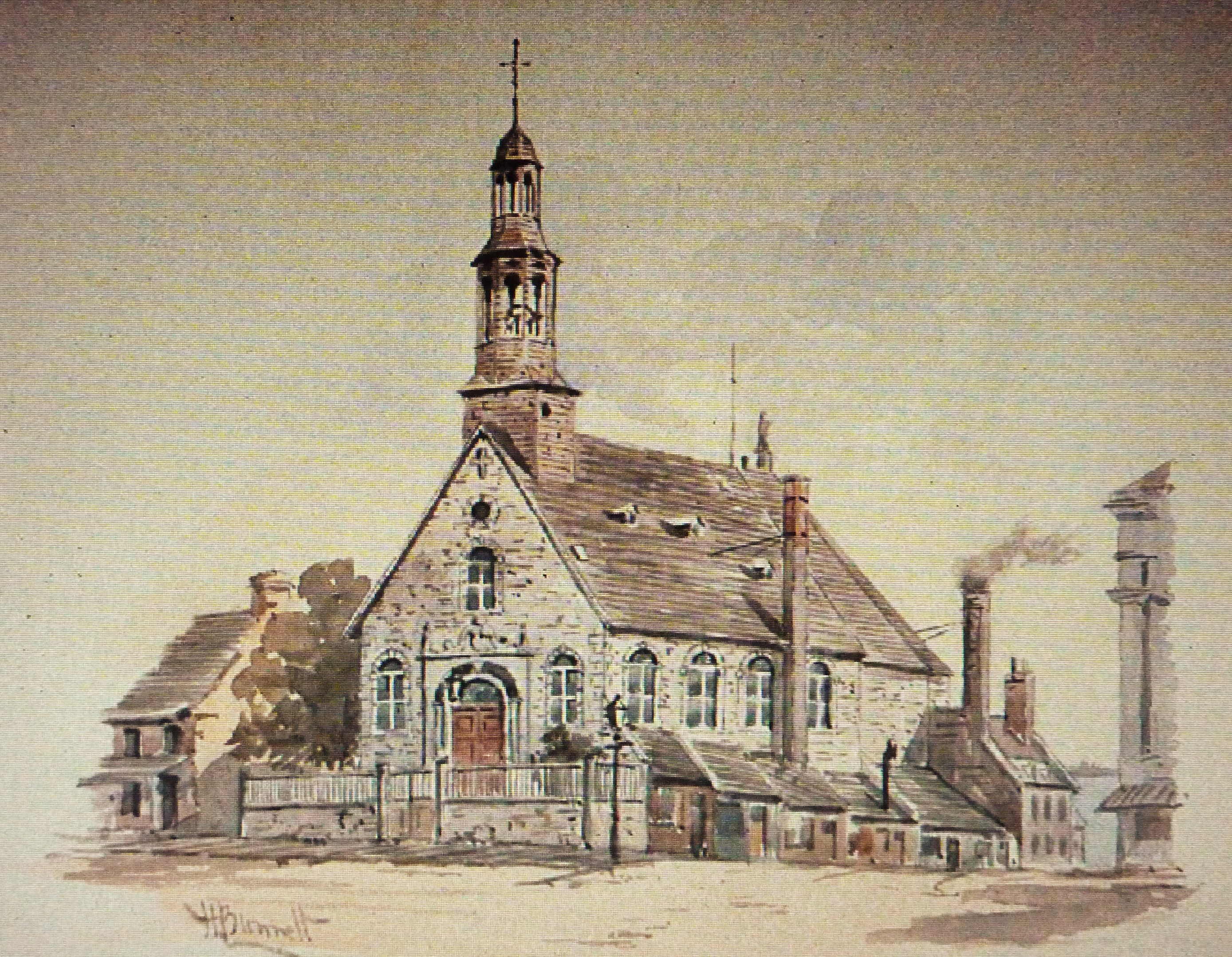
Avant d'être démolie au XIXe siècle, les Bégon occupaient une spacieuse maison située sur la rue Saint-Paul à Montréal, à proximité de la chapelle de Bonsecours.

En 1743, Claude-Michel Bégon fait l'acquisition d'une grande maison sur la rue Saint-Paul à Montréal, non loin de la chapelle Bonsecours. Elle compte également des écuries, un verger et un jardin, ce qui en fait l'une des maisons les plus fastueuses de la ville à l'époque.  
Comme c'était le cas à Trois-Rivières, la compagnie des Bégon est recherchée et leur maison montréalaise très fréquentée. C'est d'autant plus vrai pendant l'intérim de Roland Barrin de La Galissonière en tant que gouverneur de 1747 à 1749. Neveu de Claude-Michel, il est un familier des Bégon. 

#### La veuve Bégon
Claude-Michel Bégon de La Cour meurt le 30 avril 1748. Elle est nommée tutrice de son fils et de ses deux petits-enfants le 6 mai suivant, en présence notamment du gouverneur de La Galissonière. La veuve s'installe ensuite dans sa maison de Montréal avec son père, Étienne Rocbert de La Morandière, sa nièce, Marie-Anne Le Gardeur de Moncerville Tilly (surnommée Tilly), Catherine Le Gardeur de Repentigny (surnommée Mater), ainsi que sa petite-fille Marie-Catherine et quelques domestiques. Dès l'automne, elle envisage de s'installer en France pour se rapprocher de son fils Claude-Michel-Jérôme, alors garde-pavillon dans la Marine, et de son petit-fils. De plus, le départ annoncé de M. de La Galissonière l'insécurise: 
Que ferais-je en Canada seule, si M. de La Galissonnière s’en va? C’est bien pour le coup que je serais battue! Tu sais comme l’on pense en ce pays. On fait volontiers la cour à ceux qui sont aimés des grands ou qui leur appartiennent mais, quand cela ne se trouve pas, je sais comme on les mène.  
Comme l'affirme Élisabeth Nardout-Lafarge: « Ce projet semble répondre d'abord à un vif sentiment d'insécurité personnelle consécutif à son veuvage: privée de la protection de La Galissonnière dont le mandat de gouverneur se termine, elle craint manifestement que sa situation sociale en Nouvelle-France se dégrade ». Dans cette perspective, elle commence à organiser son propre départ. Elle souhaite d'abord louer sa maison au nouvel intendant, arrivé en août 1748. François Bigot loue effectivement la maison de 1749 à 1760. 
Durant la même période, Élisabeth Bégon voit son gendre quitter le Canada. Il a été nommé commissaire général et ordonnateur en Louisiane, où il s'installe finalement en 1749.

#### L'exil en France

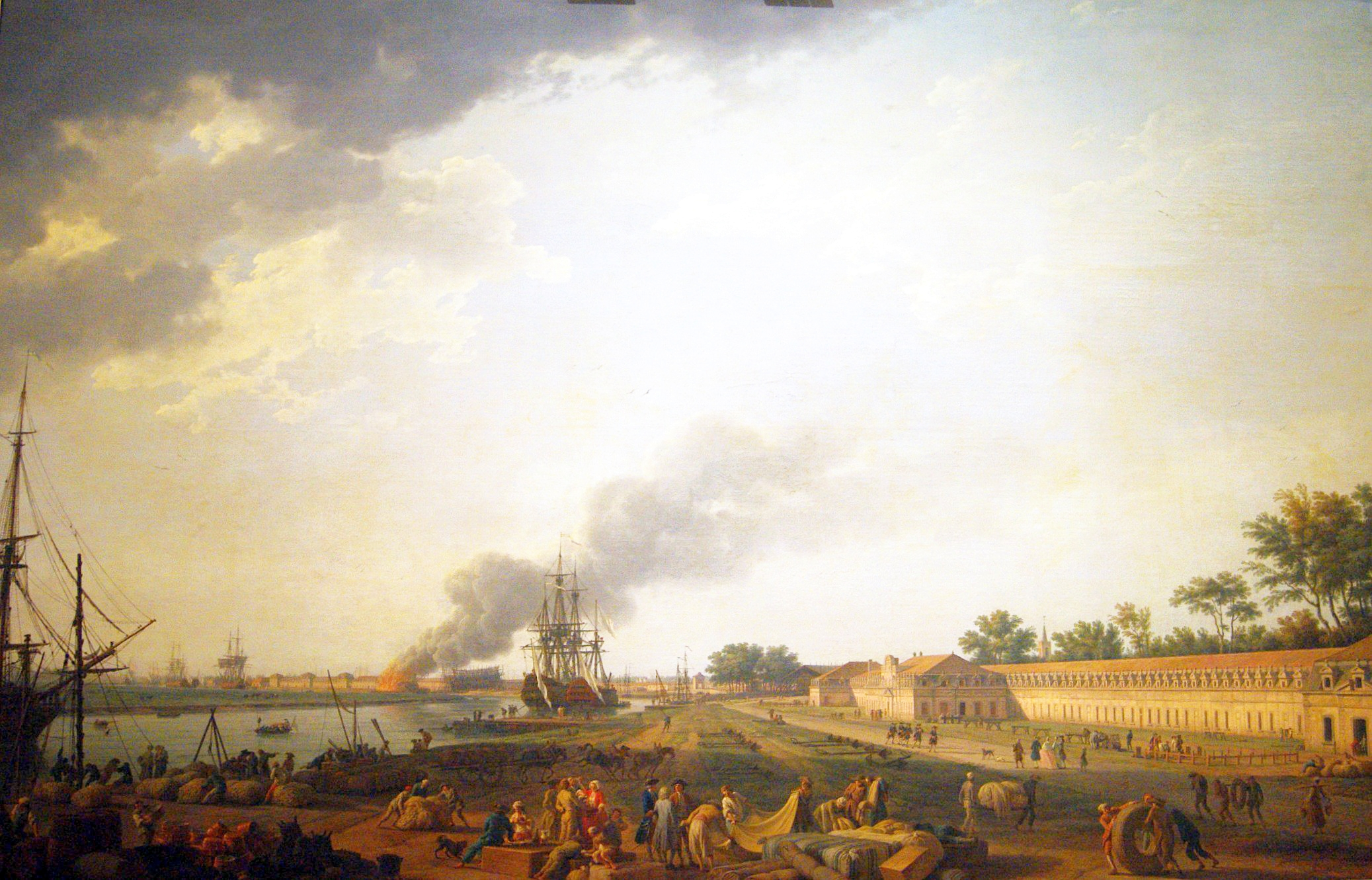
Élisabeth Bégon s'installe à Rochefort près de sa belle-famille.

Le 24 septembre 1749, Élisabeth Bégon s'embarque pour la France à bord du Léopard en même temps que le marquis de La Galissonière. Elle est accompagnée de son père, de sa petite-fille (dont elle est la tutrice) et de sa nièce. Mater choisit quant à elle de demeurer au Canada, ce qui la peine.  

Élisabeth arrive à Brest le 4 novembre, habite un temps chez de La Galissonière avant de louer une maison à Rochefort, près de la famille Bégon, à partir du 6 décembre. L'installation en France n'est pas si simple, comme beaucoup de Canadiens exilés le découvriront après la Conquête, même quand on a des amis en vue auprès des ministres et de la Cour comme l'est de La Galissonière. L'Iroquoise, comme l'a surnommé M. de Tilly lors d'une discussion domestique, « vit ici très retirée ». L'épistolière écrit:   
Je me regarde ici tombée des nues, ne trouvant pas plus de secours dans mes proches que dans les étrangers. Que de croix, cher fils! Et que je crains que ma pauvre vie ne se passe avec bien des chagrins! 
Elle s'occupe principalement de l'éducation de sa petite-fille et du bien-être de sa famille proche, tente d'exploiter un vignoble dans la région de Blois, fréquente parents et amis, tels que M. et Mme Tilly, et poursuit sa correspondance.  

Elle voit aussi les deuils se succéder : le 18 décembre 1752, Honoré Michel de Villebois de La Rouvillière meurt à La Nouvelle-Orléans. Toute la famille est affligée par la nouvelle. La veuve Bégon n'a alors d'autre choix que de renoncer à la tutelle de ses deux petits-enfants qui auront bientôt 15 et 14 ans. C'est le cœur lourd qu'elle se tourne vers M. de Rostan, commissaire général ordonnateur à Bordeaux, à qui elle écrit le 12 avril 1753: 
Vous pensez bien, monsieur, que, de tout mon cœur, je voudrais être capable de remplir les devoirs de la tutelle de ces chers enfants, mais ni ma santé, ni mes talents ne me le permettent, et je sens parfaitement que je ne le puis faire, et vous demande par toute l’amitié que vous avez pour eux et pour nous de leur servir de père.  
Elle promet toutefois qu'elle « n’oubliera rien pour leur donner des marques de ma tendresse ». Puis, c'est au tour de son père, Étienne Rocbert de La Morandière, de décéder en 1753 ou 1754. 

### Décès
Élisabeth Bégon décède peu de temps après, le 1er novembre 1755 à Rochefort à l'âge de 59 ans.

### Les lettres
De 1748 à 1753, Élisabeth Bégon écrit à son gendre, Michel de Villebois de La Rouvillière. La correspondance commence quelques mois après la mort de son mari et le début de son rôle de tutrice et prend fin au décès de son gendre.   
Elle est redécouverte en France par le correspondant pour les Archives de la province de Québec, Claude de Bonnault, en 1932. Les lettres sont achetées à la marquise de Rancougne, une descendante Bégon. Les 61 lettres et neufs cahiers (dont 5 sont écrits à Montréal et 4 en France) sont publiées par Pierre-Georges Roy en 1935 dans le Rapport de l'Archiviste de la Province de Québec, puis par Nicole Deschamps en 1972 sous le titre de Lettres au cher fils.    
Élément majeur du corpus littéraire féminin du Régime français, plusieurs ont longtemps affirmé que ces lettres avait pour particularité d'avoir été écrites par une laïque alors que d'autres, tel qu'Adrien Thério, l'ont même qualifié de « notre première femme de lettres! » Or, la pratique épistolaire est courante à l'époque pour les membres de l'élite, hommes comme femmes. Élisabeth Bégon ne diffère pas en cela de ses contemporains.    
Madame Nardoult-Lafarge affirme que c'est l'édition de Deschamps qui a contribué à en faire un classique et « confirme leur place fondatrice dans l’histoire de la littérature québécoise ». Elle ajoute que la préface de Deschamps « opère en effet une "littérarisation" de la correspondance à la fois par de nombreuses références qui la relie à la littérature ultérieure du Québec, et par la tournure romanesque qu’elle donne à la biographie des épistoliers. »   
Claude de Bonnault, Pierre-Georges Roy, Nicole Deschamps et Céline Dupré ont prêté un sentiment amoureux entre elle et son gendre ou du moins un amour inavoué. Toutefois, Véronique Burla et Catherine Rubinger démontrent avec succès que le style familier de Madame Bégon relève plutôt des codes de l'époque et qu'elle ne souhaite en fait que rendre compte des progrès de l'éducation de sa petite-fille et donner des nouvelles de la famille,,.    
Véritable témoignage historique en même temps que chronique familiale, les lettres fourmillent de détails sur le quotidien d'une veuve de l'élite chargée de sa famille et sur la vie de l'élite coloniale en 1749: le coût de la vie, le climat, les ennuis de santé, les potins et petits conflits entre les individus, les mondanités, les modes. Femme cultivée, sa correspondance la montre entourée de musique et de livres, sachant lire et traduire l'anglais et enseignant même le latin à la petite Marie-Catherine.    

À Montréal, Madame Bégon, alors en deuil, y traite sans fard des personnages qui l'entourent, comme l'intendant Bigot, et s'épanche sur les multiples bals qui peuplent les nuits montréalaises. Le 29 janvier 1749, elle rapporte ainsi que:   
Mater y fut et revint à 7 heures, comme nous étions à table, avec M. de Longueuil, qui se mit à table avec nous et mangea comme un démon et but de même, si bien qu’il était plus que gris. Il nous conta toutes les belles et bonnes choses qu’il préparait pour l’arrivée de M. Bigot. M. de Noyan, voulant danser chez M. de Varin, où est l’assemblée, est tombé en coulant son menuet, sa perruque d’un côté et lui de l’autre.  
À Rochefort, elle écrit à la famille Bégon et à celle de son gendre, donne des nouvelles de son fils, de son père ou encore de sa petite-fille, mais aussi du Canada, des Habitants et des Français de leurs connaissances, notamment de M. et Mme de Vaudreuil et de « notre cher M. de La Galissonnière ». Enfin, elle multiplie les comparaisons entre la métropole française et la colonie.

## Œuvres
- « Correspondance de Mme Bégon », Rapport de l'archiviste de la province de Québec, 1934-1935, p. 5-186 (texte modernisé) et p. 187-277 (texte original).
- Élisabeth Bégon. Textes choisis, présentés et annotés par Céline Dupré, Montréal, Fides, coll. « Classiques canadiens », no 19, 1961, 94 p.
- Lettres au cher fils. Correspondance d’Élisabeth Bégon avec son gendre (1748-1753), Montréal, Hurtubise HMH, coll. « Reconnaissances », 1972, 221 p. Préface de Nicole Deschamps.
- Nicole Deschamps (Établissement du texte, notes et avant-propos), Lettres au cher fils. Correspondance d’Élisabeth Bégon avec son gendre (1748-1753), Montréal, Boréal, coll. « Compact classique » (no 59), 1994, 431 p. (ISBN 2890526267).

## Toponymie[33]
- Rue Élisabeth-Bégon (Trois-Rivières).
- Parc Élisabeth-Bégon (Trois-Rivières).
- Rue Élisabeth-Bégon (Lévis).
- Rue Élisabeth-Bégon (Montréal).

## Culture populaire

### Théâtre
Réjean Ducharme aurait notamment appuyé sa recherche sur les lettres d'Élisabeth Bégon pour la pièce de théâtre Le marquis qui perdit (1970).

### Musées
- Le Musée Pointe-à-Callière à Montréal a intégré trois personnages historiques virtuels (Élisabeth Bégon, le marquis de La Galissonière et Mater) à l'exposition Les Bâtisseurs de Montréal en 2019.
- Le Musée Hèbre à Rochefort propose la visite guidée L'héritage d'un nom et d'une autre culture, Élisabeth Bégon dite l'Iroquoise en 2023[35].